# Brachyrhapis
Brachyrhaphis – rodzaj ryb karpieńcokształtnych z rodziny piękniczkowatych (Poeciliidae).

## Gatunki
- Brachyrhaphis cascajalensis
- Brachyrhaphis episcopi
- Brachyrhaphis hartwegi
- Brachyrhaphis hessfeldi
- Brachyrhaphis holdridgei
- Brachyrhaphis parismina
- Brachyrhaphis punctifer
- Brachyrhaphis rhabdophora
- Brachyrhaphis roseni
- Brachyrhaphis roswithae
- Brachyrhaphis terrabensis